# Vägen, Storfors kommun
För fler betydelser, se Vägen.
Vägen är en ort i Lungsunds socken i Storfors kommun i Värmland, belägen ungefär 2 km sydost om Storfors.
År 1990 avgränsade SCB Vägen som en småort men till nästa sammanställning 1995 räknades inte området längre som småort.